# Tapera (kommun)
Tapera är en kommun i Brasilien.   Den ligger i delstaten Rio Grande do Sul, i den södra delen av landet, 1 500 km söder om huvudstaden Brasília. Antalet invånare är 10 452.
Trakten runt Tapera består till största delen av jordbruksmark. Runt Tapera är det ganska glesbefolkat, med 48 invånare per kvadratkilometer.